# فاسترادا
فاسترادا (انگلیسی: Fastrada; ح. 765 – ۱۰ اوت ۷۹۴) ملکه فرانک ها و سومین همسر شارلمانی بود او در سال ۷۶۵ میلادی در اینگلهایم آم راین زاده شد در سال ۷۸۳ میلادی چند ماه پس از مرگ ملکه هیلدگارد در ورمس با شارلمانی ازدواج نمود دلیل احتمالی ازدواج این بود که اتحاد با فرانک های مستقر در شرق راین را تضمین کندو در ده اوت ۷۹۴ میلادی در فرانکفورت درگذشت پس از تخریب خیابان سنت آلبان در سال 1552، سنگ قبر او به کلیسای جامع مینس منتقل شد.